# Schnappi
Schnappi is een tekenfilmfiguurtje in de vorm van een kleine krokodil.

## Geschiedenis
Het figuurtje werd in 2001 bedacht voor het Duitse kindertelevisieprogramma Die Sendung mit der Maus. De titelmuziek van Iris Gruttmann en Rosita Blissenbach werd vanaf de zomer van 2004 populair op het internet. Vanaf december 2004 bereikte Schnappi das kleine Krokodil in achtereenvolgens Duitsland, Oostenrijk, Zwitserland, België en Nederland de eerste plaats van de hitparade.
De noveltyhit werd gezongen door de destijds vijfjarige Joy Gruttmann, het nichtje van Iris Gruttmann. De Nederlandstalige versie Snappie, gezongen door de destijds zevenjarige Kim Otten, werd eveneens een hit.

## Discografie

### Singles
| Single met eventuele hitnotering(en) in de Nederlandse Top 40 | Datum van verschijnen | Datum van binnenkomst | Hoogste positie | Aantal weken | Opmerkingen |
| ------------------------------------------------------------- | --------------------- | --------------------- | --------------- | ------------ | ----------- |
| Das kleine Krokodil                                           | 06-12-2004            | 05-02-2005            | 1(4wk)          | 11           |             |
| De kleine krokodil                                            | 2005                  | 05-02-2005            | 2               | 11           | als Snappie |

- MusicBrainz: e557d666-3595-4d82-8830-9cef343ab3a6
- Virtual International Authority File: 50150170534500011260